# Alan Hinton
Alan Thomas Hinton (* 6. Oktober 1942 in Wednesbury (Sandwell)) ist ein ehemaliger englischer Fußballspieler und Trainer. Seine erfolgreichste Zeit als Spieler verbrachte er bei Derby County, mit denen er 1972 und 1975 die englische Meisterschaft gewann.

## Spielerkarriere

### Wolverhampton Wanderers und Nottingham Forest
Alan Hinton startete seine Spielerlaufbahn bei den Wolverhampton Wanderers in der Football League First Division 1961/62. Bereits in seiner zweiten Saison 1962/63 entwickelte er sich mit 19 Treffern zum besten Torschützen seiner Mannschaft. Im Januar 1964 verpflichtete ihn Johnny Carey für Nottingham Forest. Die erfolgreichste Saison in Nottingham erreichte Hinton mit seinem Team in der Football League First Division 1966/67, als Forest die Vizemeisterschaft hinter Manchester United gewann.

### Derby County
Trotz dieses Erfolges wechselte er im September 1967 zum Zweitligisten Derby County. Dort hatte Brian Clough den Trainerposten übernommen und sich das Ziel gesetzt, Derby zur besten Mannschaft Englands zu formen. Nach dem Aufstieg in die erste Liga 1968/69, belegte der Liganeuling in der Football League First Division 1969/70 den vierten Tabellenrang. Noch erfolgreicher spielte die Mannschaft in der Saison 1971/72, als County den ersten Meistertitel der Vereinsgeschichte gewinnen konnte. Hinton erzielte in dieser Spielzeit 15 Tore in 38 Ligaspielen und war damit bester Torschütze seiner Mannschaft. Durch den Meistertitel nahm Derby am Europapokal der Landesmeister 1972/73 und scheiterte erst im Halbfinale am italienischen Meister Juventus Turin. In der Saison 1974/75 gelang County der zweite Meistertitel unter dem neuen Trainer Dave Mackay. Alan Hinton beendete nach diesem Erfolg seine Spielerkarriere in England und verbrachte noch zwei Spielzeiten in den USA, wo er später auch als Trainer aktiv war.

### Nationalmannschaft
Alan Hinton feierte sein Debüt in der englischen Nationalmannschaft am 3. Oktober 1962 gegen Frankreich in der Qualifikation zur Fußball-Europameisterschaft 1964. Seinen ersten Länderspieltreffer feierte er im zweiten Spiel am 21. Oktober 1964 bei einem 2:2 gegen Belgien. Sein drittes und letztes Länderspiel fand am 18. November 1964 gegen Wales statt.

## Erfolge
- Englischer Meister: 1972 und 1975